# Beloréchensk
Beloréchensk (del ruso: Белорéченск), es una ciudad del este del krai de Krasnodar, en Rusia, centro administrativo del raión de Beloréchensk. Se sitúa a orillas del río Bélaya, que le da nombre, a 76 km (95 km por carretera) al sur de Krasnodar. La ciudad más cercana es Maikop, capital de Adigueya, 30 km al sudeste. Contaba con 53.892 habitantes en 2010.
Es cabeza del municipio Beloréchesnkoye.

## Historia
La localidad fue fundada en 1862 como una fortaleza cosaca para protegerse de los ataques de los cherquesos. En un principio la localidad fue llamada Beloréchenskaya (Белореченская) como stanitsa, asentamiento cosaco típico del sur de Rusia. Ya en 1864 tenía más de 1000 habitantes, que poco antes de la Revolución de Octubre de 1917 eran ya 14.000, en parte gracias a la construcción de la estación del ferrocarril del Cáucaso Norte.
La localidad fue ocupada por la Wehrmacht de la Alemania Nazi desde agosto de 1942 a enero de 1943, cuando fue liberada por el Ejército Rojo, que la encontró bastante arruinada. La reconstrucción de la localidad duró hasta la década de 1950. El 29 de mayo de 1958 Beloréchensk, que ya entonces tenía empresas industriales, recibió el estatus de ciudad.

## Demografía

### Evolución demográfica
| 1959   | 1970   | 1979   | 1989   | 1996   | 2002   | 2008   | 2010   |
| ------ | ------ | ------ | ------ | ------ | ------ | ------ | ------ |
| 35 900 | 36 000 | 43 000 | 51 200 | 60 000 | 54 028 | 54 135 | 53 892 |

### Composición étnica
De los 54 028 habitantes con que contaba en 2002, el 82.8 % era de etnia rusa, el 10.3 % era de etnia armenia, el 2.3 era de etnia ucraniana, el 0.8 % era de etnia griega, el 0.5 % era de etnia tártara, el 0.4 % era de etnia tártara, el 0.4 % era de etnia gitana, el 0.4 % era de etnia adigué, el 0.3 % era de etnia georgiana, el 0.3 % era de etnia azerí, el 0.2 % era de etnia alemana, el 0.1 % era de etnia turca.

## Economía y transporte
Beloréchensk cuenta con empresas dedicadas a la industria alimentaria, a la transformación de la madera (muebles, madera para obra), y una fábrica de fertilizantes minerales fosfatados, AO Minudobrenia (АО "Минудобрения").
Beloréchensk es un cruce de dos líneas de ferrocarril, la Armavir-Tuapsé y el ramal para Adigueya.